# لیم او-کیونک

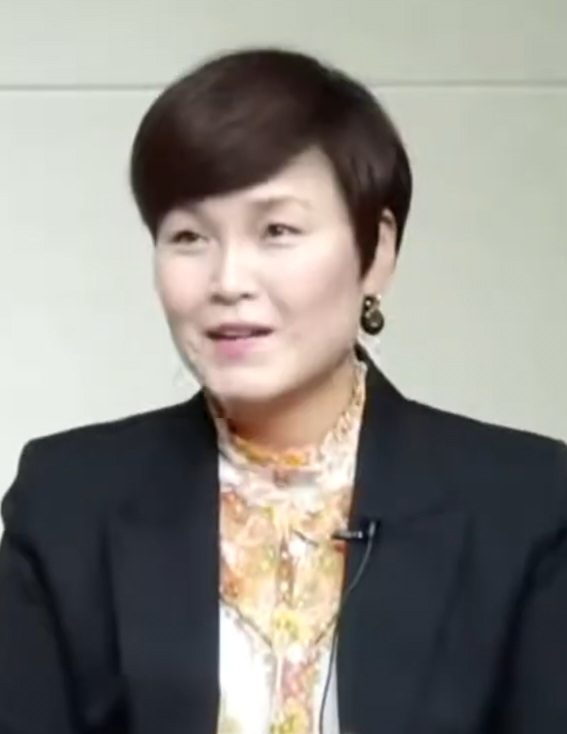
لیم او-کیونک / ۲۰۲۰

لیم او-کیونک (انگلیسی: Lim O-kyeong؛ زادهٔ ۱۱ دسامبر ۱۹۷۱) بازیکن هندبال اهل کره جنوبی است.